# Chemosterylanty
Chemosterylanty – związki chemiczne działające sterylizująco na szkodliwe gatunki owadów. Pod wpływem chemosterylantów owady nie składają jaj lub jaja nie są zapładniane, larwy nie wchodzą w stadium poczwarki lub rozwój w stadium poczwarki jest nieprawidłowy.
Mogą zostać podane w zabudowaniach i na polu lub dodawać do pokarmu owadów hodowlanych, które następnie zostaną wypuszczone się w teren.
Przykładem mogą być związki azyrydynylowe.